# Herlander Ribeiro
Herlander Ribeiro (Lisboa, 1886 - Paris?, Lisboa?, 1967) foi um escritor, romancista, contista, advogado, investigador de temas jurídico-sociais, jornalista e memorialista português, enquanto autor de relatos de viagens.

## Biografia
Herlander Ribeiro nasceu em Lisboa (dia e mês desconhecidos) em 1886. É em Lisboa que se inicia nas letras, através do jornalismo, escrevendo para o jornal A Lucta. Aos quinze anos, em 1901, vê o seu primeiro livro editado, Casa Amarela, um romance que fora previamente publicado sob a forma de folhetim.
No ano de 1903, figura na fundação da Associação da Imprensa Portuguesa e parte para Coimbra, tendo como finalidade licenciar-se em Direito. Por esta altura, conta com um ensaio jurídico-social publicado, A Vadiagem em Portugal, quando se apresenta na Universidade de Coimbra. Durante os anos de licenciatura, continua a submeter cartas para A Lucta.
Dois anos depois, em 1905 publica Sentires Diversos, uma antologia de contos. Termina o curso três anos mais tarde, em 1908, e deixa de escrever para A Lucta.
Em 1911 é autor de um projeto de Reforma da Polícia de Investigação Criminal. Cinco anos mais tarde, no ano de 1916, ocupa o cargo de juiz substituto, cargo que exerce até 1926. A área da advocacia revela o seu impacto na obra de Ribeiro com Sociologia Criminal. Dos Delitos Políticos e dos Crimes Passionais, em 1919. Trabalha também em dois projetos, Código do Trabalho e Código Agrário, tendo publicado o primeiro em 1926, e o segundo em 1932.
Durante a sua vida adulta revelou-se um viajante infatigável. Viajou por toda a Europa e por todo o Norte de África e realizou duas vezes a volta ao mundo. Visitou também a China e a Rússia por consequência do seu interesse na defesa dos direitos da classe trabalhadora e do proletariado. Destas viagens resulta a sua qualidade de memorialista.
Iniciou-se com Uma Semana em Marrocos,em 1923. Seguiram-se artigos e livros publicados acerca das observações de Ribeiro. 
Sobre a Rússia, escreve uma vasta gama de livros: Crónica da Rússia dos Sovietes, Rússia dos Bolchevistas e Estudos Históricos: A Rússia. Apenas uma década mais tarde à publicação destas obras é que revela os resultados da sua viagem à China, com Alma Chinesa, publicado em 1950. 
Também é por consequências das suas viagens que escreve um dos seus trabalhos mais frutuosos, Alma Judia, publicado em 1939, e traduzido onze anos mais tarde, em 1950, para francês e inglês.
Em 1940, o irromper da Segunda Guerra Mundial em Tolosa surpreendeu-o, levando-o a fixar-se em Paris. É lá que trabalha e edita as suas obras finais: Alma Chinesa, em 1950, Do Ato ao Pensamento, em 1950, um ensaio social, A Obra de Henri Wallon, em 1950, sobre o trabalho do médico e psicólogo francês Henri Wallon, e A Lei da Vida, em 1951.
Morre em 1967. Arbitra-se ter falecido em Paris ou em Lisboa. 

## Caracterização da Obra
Aparte de Casa Amarela, um romance, e Sentires Diversos, uma coletânea de contos, a obra de Herlander Ribeiro é constituída por ensaios. Uns acerca das suas preocupações sociais e políticas, outros influenciados pela sua experiência na área do direito. Conta também, e em grande peso, com obras escritas na qualidade de memorialista.

### Ensaios Político-Sociais
Nas suas cartas para A Lucta, que mais tarde lhe causaram diversos problemas, escreve em defesa do povo negro explorado nas colónias portuguesas, denunciando várias fortunas conseguidas graças à venda de escravos. Ribeiro reúne estas cartas em 1936, sob a forma de volume e em edição fora de mercado, Cartas de Uma Tricana.
Mesmo no livro Uma Semana em Marrocos, salienta no capítulo "Pedaços de Portugal" a importância da presença dos portugueses nas áreas da pesca, da indústria conserveira, da construção civil e na área do pequeno comércio. 
Apelando aos direitos da classe trabalhadora e do proletariado, escreve O Pensamento do Trabalhador, que teve edições em inglês, hebreu e francês.  

#### Rússia dos Bolchevistas
No livro Rússia dos Bolchevistas, aborda o tema do nacional-bolchevismo e abre o livro com: 
"No presente livro desenvolvo o que se passa na Rússia, quantos aos problemas vitais de uma nacionalidade: não faço propaganda do que lá se faz, nem do sistema em si.
Sobre elementos de toda a autenticidade fiz a tradução de relatórios que correm mundo e foram verificados por pessoas de toda a independência, que teem visitado a Rússia. 
A obra dos actuais governantes tem os defeitos que apresentam sempre os regimes novos, de experiência social. Se um dia fôr possível nivelar todos os homens, com direitos iguais, ter-se há conseguido a perfectibilidade social. 
[...]
no meio da confusão que se diz haver na Rússia de hoje, fornecer um trabalho verdadeiro, sem paixão e independente, é o único fim dêste livro"  

#### Alma Judia
Também escreve em defesa do povo judeu, ato que lhe causou problemas mais tarde. Em 1939, publica Alma Judia, uma das suas obras mais importantes. Na introdução do livro, Ribeiro explica o seu contexto: 
"O título deste livro, não é, certamente o que muitos podem julgar: um romance, um acto de apostasía, nem uma obra de combate: nasceu dum acaso, a bordo do "Vila Franca", depois de ter ouvido, horas e horas, um judeu, contar a sua vida." 
Nas páginas "Aos Leitores", Ribeiro explicita as intenções da obra: 
"O livro contém duas partes: a primeira é constituída por pequenos quadros da vida judaica, quer individual, quer coletiva; na segunda, reportando-se aos vários aspectos da raça hebreia, tiram-se as conclusões que justificam o título do livro: Alma Judia. 
Mais uma vez se acentua que não se defende uma tese, nem se acsua ou se presta a calorosa lamúria a favor dos judeus. Também o livro não é de combate, pró ou contra o racismo, seja de quem for. 
Está fora do âmbito do livro a questão religiosa ou política. Uma serena observação panorâmica da vida ou da raça judia, desde o seu establecimento na Europa, América e Ásia, o exame das suas manifestões culturais e artísticas, a fotografia da sua vida íntima, da sua família, dos princípios da sua caridade, serão objecto destes apontamentos, para se tirar uma conclusão afectico-psicologica: quais os sentimentos e actos externos da Alma Judia?" 
Com isto, percebe-se o caráter da obra e a distância relativamente às cartas que escreveu anos antes para A Lucta - já não escreve em defesa do povo judeu. No livro, trata de responder a questões como quais seriam as caraterísticas do povo judeu que constituíriam um obstáculo à evolução da Humanidade, se existiam vantagem em isolar fisicamente a raça judia em prol da Humanidade, se a raça judia seria uma ameaça com prejuízo moral, se os seus projetos artísticos revelavam as suas más ou boas intenções, ou se o povo judeu merecia a discriminação que sofria. Nas palavras de Ribeiro: 
"O livro tem uma interessante coletânea de respostas e opiniões de vários portugueses ilustres, em todos os departamentos da Vida Portuguesa, e com ela finda." 

### Obra enquanto memorialista
A qualidade de memorialista figura na sua obra como resultado das suas viagens. Publica várias crónicas e livros. Ribeiro abre Crónica da Rússia dos Sovietes com: 

"Dispersas no Diário de Lisboa, a maioria das crónicas que se seguem, - o reuni-las num volume, - é a única pretensão deste livro, em que a actual vida russa, é filmada com sincera verdade, um pouco de sentimento e grande admiração, por um povo, que ante a sentença mundial de, é preciso morrer, responde, como outrora valorosos portugueses: -sim, mas devagar" 
Nesta área figuram obras como Crónicas da Rússia dos Sovietes, Quadros de Viagens, Rússia Bolchevista, Estudos Históricos: A Rússia e Alma Chinesa.

## Obras Principiais
- Casa Amarela, 1901
- A Vadiagem em Portugal, 1903
- Sentires Diversos, 1905
- Reforma da Polícia de Investigação Criminal, 1911
- Da Responsabilidade Profissional dos Médicos, memória ao Congresso de Medicina de Madrid, 1919
- Uma Semana em Marrocos, 1923
- Código de Trabalho, 1926
- Crónica da Rússia dos Sovietes, 1927
- Quadros de Viagens, 1928
- Rússia Bolchevista, 1928
- A Acção do Despejo do Clube Monumental, 1930
- Código Agrário, 1932
- Cartas de uma Tricana, coletânea de cartas para A Lucta, 1936
- Alma Judia, 1939
- A Arte de Envelhecer, 1939
- Estudos Históricos: A Rússia, 1941
- O Pensamento do Trabalhador, 1949
- Alma Chinesa, 1950
- Do Acto ao Pensamento, 1950
- A Obra de Henri Wallon, 1950
- A Lei da Vida, 1951

## Ver Também
- Advogado
- Jornalista
- Memorialista